# Imposible amor
Imposible amor è un singolo della cantante dominicana Natti Natasha e del cantante colombiano Maluma, pubblicato il 24 settembre 2021 su etichetta discografica Pina Records come settimo singolo estratto dal secondo album Nattividad.

## Classifiche
Il brano si posiziona alla trentaquattresima posizione della classifica US Billboard Hot Latin Song.

## Video musicale
Il video è stato pubblicato il 24 settembre ed è stato diretto da Marlon P e prodotto da Pina Records e Sony music Latin.